# Hika Reid
Pour les articles homonymes, voir Reid.
Pas d'image ? Cliquez ici

a Compétitions nationales et continentales officielles uniquement.

b Matchs officiels uniquement.
Dernière mise à jour le 20 septembre 2018.
Hikatarewa « Hika » Rockcliffe Reid, né le 8 avril 1958 à Rotorua (Nouvelle-Zélande), est un ancien joueur de rugby à XV qui a joué avec l'équipe de Nouvelle-Zélande. Il évoluait au poste de talonneur (1,80 m pour 95 kg).

## Carrière
Il a joué 84 matchs avec la province de Bay of Plenty.
Il a disputé son premier test match avec l'équipe de Nouvelle-Zélande le 21 juin 1980 contre l'Australie. Son dernier test match fut contre cette même équipe, le 6 septembre 1986.
Reid a aussi joué avec l'équipe des Māori de Nouvelle-Zélande durant les années 80, jusqu'en 1988.

## Palmarès
- Nombre de test matchs avec les Blacks : 9
- Nombre total de matchs avec les Blacks : 40